# Karel Štolc
Karel Štolc (16. března 1859 Horní Beřkovice – 24. září 1938 Spomyšl) byl rakouský a český statkář a politik, na přelomu 19. a 20. století poslanec Českého zemského sněmu.

## Biografie
Vystudoval rakovnickou reálku a pak chemii na české technice v Praze. Působil na odborných postech v cukrovarnickém a pivovarnickém průmyslu a později převzal rodinné hospodářství ve Spomyšli (statek čp. 23). Byl veřejně a politicky aktivní. V letech 1897–1925 působil jako komisař a ředitel Zemské banky v Praze. Byl rovněž předsedou Rolnické záložny podřipské a členem mnoha dalších spolků.
Koncem století se zapojil i do zemské politiky. V doplňovacích volbách 23. prosince 1896 byl zvolen v kurii venkovských obcí (volební obvod Mělník) do Českého zemského sněmu po rezignaci poslance Antonína Nedomy. Politicky patřil k mladočeské straně. Mandát zemského poslance získal i v řádných volbách v roce 1901. Později byl aktivní v Československé národní demokracii.
Zemřel po delší nemoci v září 1938. Pohřben byl do rodinné hrobky ve Veltrusech.